# Munition de marine
 (septembre 2022).
Motif : Organisation peu claire entre les différents sens que recouvre le terme "munitions de marine/navales"
Munition de marine ou munition navale, calqué sur le terme anglais naval store, est un terme ancien datant de la marine à voile et plus spécifiquement la marine en bois, qui désignait les produits de la pyrolyse du pin : goudron de pin, brai, poix, employés au calfatage des navires[réf. nécessaire].

« La Suède était en possession de vendre aux Anglais la plus grande partie du brai et du goudron, dont ils avaient besoin pour leurs armemens. En 1703 cette puissance méconnut ses vrais intérêts au point de plier et de réduire sous un privilège exclusif, cette importante branche de son commerce. Une augmentation de prix subite et forte fut le premier effet de ce monopole. L'Angleterre profitant de cette faute des Suédois encouragea par des primes considérables l'importation de toutes les munitions navales que l'Amérique pourrait fournir. »

Les munitions navale pouvaient s'étendre aux câbles, aux cordages et aux toiles à voile,. Elles s'opposaient partiellement aux « armes et munitions de guerre »: le terme générique de munition désigne les biens réunis en approvisionnement pour une ou plusieurs campagnes, soit à terre, soit en mer. Ainsi les provisions de vivres constituent des munitions de bouche ; les poudres, les projectiles, composent les munitions de guerre. La marine a, en outre, pour sa flotte des exigences spéciales : les effets d'engagements en temps de guerre ; ceux des tempêtes et ouragans pendant la paix, comme pendant la guerre, demandent qu'il soit établi sur divers points éloignés des ports de la métropole et notamment dans les « ports coloniaux » des dépôts des matières et objets de toute sorte qui sont nécessaires tant pour la réparation des bâtiments que pour les remplacements et les rechanges des diverses parties de leur mâture et de leur gréement. C'est à ces matières et objets d'approvisionnement que s'applique la dénomination de « munitions navales ».

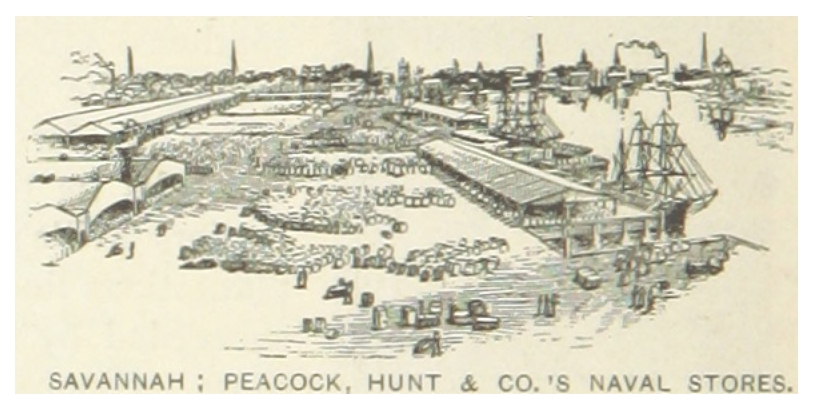
Us-ga(1891) p184 savannah, peacock, hunt & company, naval store

Le terme anglais de marine, « naval stores » est une survivance du temps où les navires en bois parcouraient les mers, et où l'oléorésine brute qui exsudait du southern yellow pine, le pin des marais du Sud des États-Unis – a été employée, pour fabriquer l'étoupe noire destinée au calfatage des navires, pour le goudronnage des cordages et même les tresses goudronnées des Jack Tars. En raison de cette association étroite avec la mer, les produits résineux ont été qualifiés de naval stores, de même que la plupart des fournitures navales qui pouvaient être obtenues auprès des shipchandlers.
Le navire en bois a cédé la place au navire à vapeur en acier et les ship-chandlers aux chaudronniers, aux machinistes et à l’épicerie en gros.  Bien que dépassé, le terme est encore utilisé dans la littérature industrielle. L'Office québécois de la langue française traduit le terme par « produit résineux » ou « approvisionnement naval ». Il ne s’applique qu’à un groupe de produits - l’essence de térébenthine, la térébenthine et la colophane - et, au sens large, aux produits résineux goudronneux et huileux des pins du Sud, tallöl compris, etc.  L'industrie des produits résineux à destination de la marine est appelée en anglais « Naval stores industry ».

## Munitions navales (Naval ammunitions)
Objets de guerre ou d'approvisionnement de toute espèce emmagasinés dans les arsenaux ou embarqués sur les bâtiments de l'État, les munitions navales se classent comme suit :
- les munitions ordinaires ou générales qui sont les bois de construction, de mâture ou autres ;
- les chanvres, cordages, toiles à voiles, goudrons, fers, cuivres et autres objets servant à la construction, à l'armement, à l'équipement des bâtiments et au service des arsenaux ;
- les munitions de guerre qui sont les bouches à feu, leurs affûts et ustensiles, les boulets, obus, bombes et autres projectiles; la poudre, les armes portatives, les armes blanches , etc. ;
- les munitions de bouche ou vivres qui sont les farines, biscuits, salaisons, légumes, vins, spiritueux, boissons, et autres denrées servant à la nourriture ou à ce qui s y rattache.

## Munitionnaire
Le munitionnaire était autrefois un entrepreneur de la fourniture à la marine, des vivres de toute nature allouées par l’État, soit pour les consommations journalières dans les ports et sur les rades, soit pour les approvisionnements de campagne à délivrer aux bâtiments de guerre. Le munitionnaire avait à bord de chaque bâtiment un ou deux commis avec des aides pour les distributions des vivres aux hommes de l'équipage. Le même service est par la suite administré par régie sous la conduite des directeurs des subsistances.